# Zahra Ouaziz
Zohra Ouaziz (arabiska: زهرة وعزيز), född den 20 december 1969 i Oulmes, är en marockansk före detta friidrottare som tävlade i medeldistanslöpning.
Ouaziz tävlade huvudsakligen på 3 000 meter och på 5 000 meter. På den kortare distansen blev hon silvermedaljör vid inomhus-VM 1999 efter Gabriela Szabo. Hon slutade även på fjärde plats vid inomhus-VM 2003.
På den längre distansen så blev hon trea vid VM 1995 och silvermedaljör vid VM 1999, då åter slagen av Szabo. 

## Personliga rekord
- 3 000 meter - 8.26,48
- 5 000 meter - 14.32,08